# Jordan Nkololo
Michaël Jordan Nkololo (Créteil, 9 novembre 1992) è un ex calciatore francese naturalizzato congolese (Repubblica Democratica del Congo), di ruolo centrocampista.

## Biografia
Possiede anche il passaporto francese.

## Carriera

### Club
All'inizio della sua carriera ha giocato in alcuni club francesi, arrivando a debuttare in Ligue 1 con il Caen.

### Nazionale
Ha scelto di rappresentare la nazionale congolese nel 2015, anno in cui ha debuttato nelle competizioni ufficiali.

## Palmarès

### Club

#### Competizioni nazionali
- Campionato lettone: 1

Riga FC: 2020